# Epipactis palustris
L'elleborina palustre (Epipactis palustris (L.) Crantz, 1769) è una piccola pianta erbacea perenne dai delicati fiori, appartenente alla famiglia delle Orchidacee.

## Etimologia
Il termine Epipactis si trova per la prima volta negli scritti di Dioscoride Pedanio (Anazarbe in Cilicia, 40 circa - 90 circa) che fu un medico, botanico e farmacista greco antico che esercitò a Roma ai tempi dell'imperatore Nerone. L'origine di questo termine è sicuramente greco, ma l'etimologia esatta ci rimane oscura (qualche testo lo traduce con “crescere sopra”). Sembra comunque che in origine sia stato usato per alcune specie del genere Helleborus. L'epiteto specifico (palustris) fa riferimento al particolare habitat di queste piante.

La specie fu descritta inizialmente da Linneo come Serapias helleborine var. palustris.  Il binomio scientifico attualmente accettato (Epipactis palustris)  è stato proposto dal botanico e medico Heinrich Johann Nepomuk von Crantz (1722–1799) in una pubblicazione del 1769.

In lingua tedesca questa pianta si chiama Weiße Sumpfwurz; in francese si chiama Epipactis des marais; in inglese si chiama Marsh Helleborine.

## Descrizione

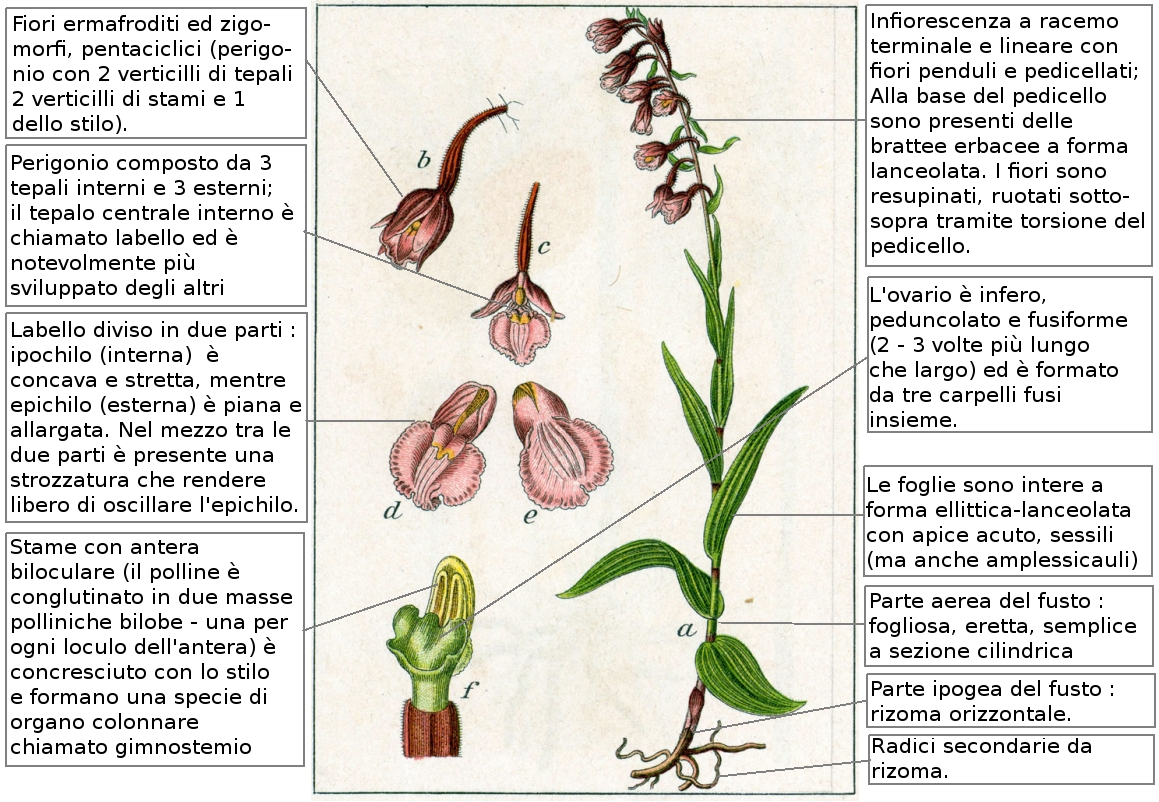
Descrizione delle parti della pianta

È una pianta erbacea perenne alta normalmente da 20 a 50 cm (minimo 15 cm; massimo 70 cm). La forma biologica di questa orchidea è geofita rizomatosa (G rizh), ossia è una piante con un particolare fusto sotterraneo, detto rizoma, che ogni anno si rigenera con nuove radici e fusti avventizi.

### Radici
Radici secondarie da rizoma.

### Fusto
- Parte ipogea: la parte sotterranea consiste in un rizoma orizzontale.
- Parte epigea: la parte aerea è fogliosa, eretta e semplice e di sezione cilindrica. La base è avvolta da squame rosee ed è glabra, mentre la parte superiore è pubescente e lievemente arrossata.

### Foglie
Le foglie sono intere a forma ellittica-lanceolata con apice acuto, sessili, ma anche amplessicauli e carenate centralmente. Ogni pianta mediamente possiede da 6 a 10 foglie. Le nervature sono circa 8 e sono parallele. Le foglie superiori sono progressivamente più piccole (generalmente più ristrette). Dimensione delle foglie medie: larghezza 2 – 4 cm; lunghezza 5 – 7 cm (massimo fino a 15 cm). Dimensioni delle foglie superiori: larghezza 3 cm; lunghezza 10 cm.

### Infiorescenza

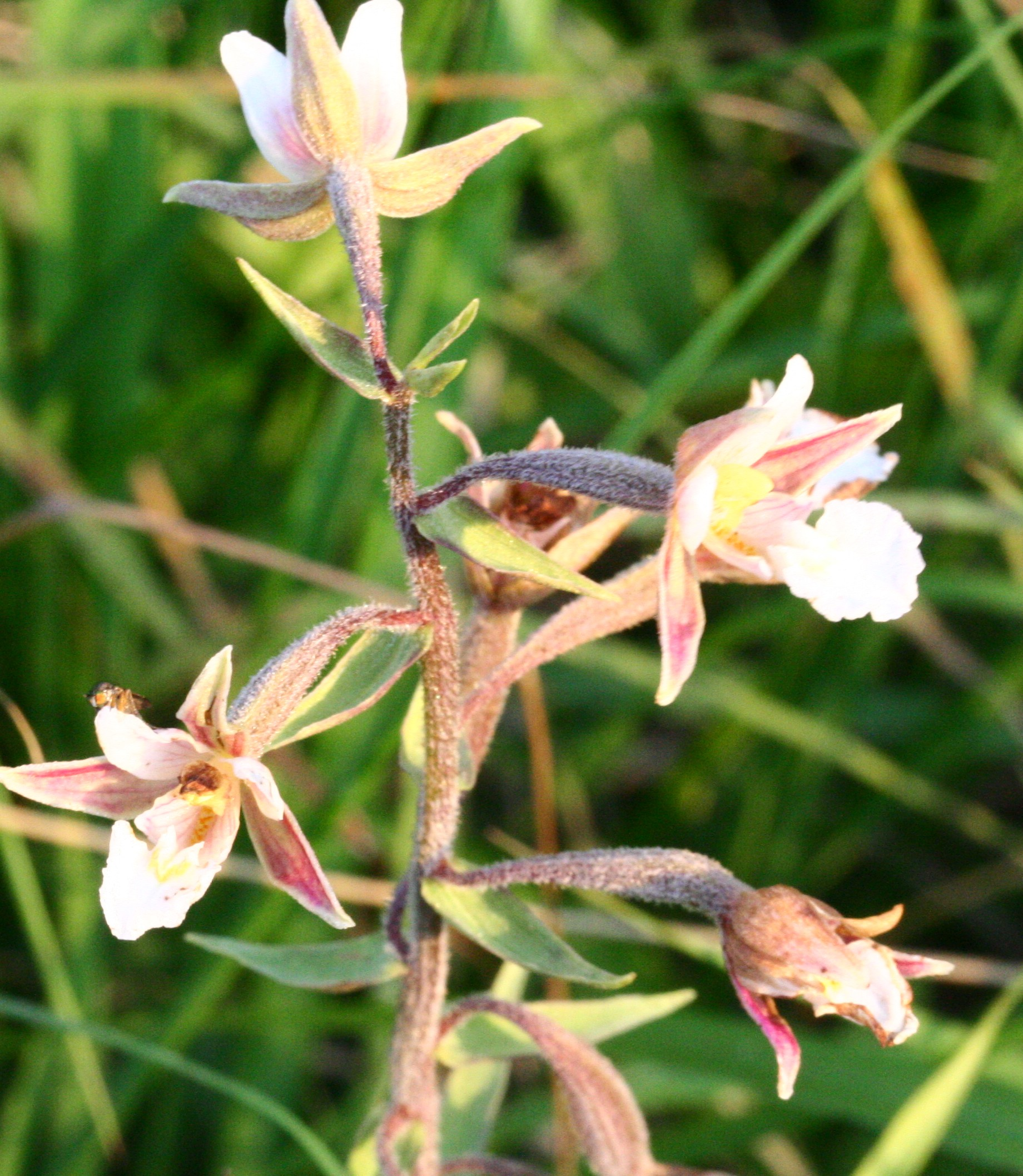
L'infiorescenza
Località : Valmorel, Limana (BL), 800 m s.l.m. - 22/07/2007

L'infiorescenza è un racemo terminale e lineare con fiori penduli (o inclinati, o orizzontali) e pedicellati; la disposizione è leggermente unilaterale. Alla base del pedicello sono presenti delle brattee erbacee a forma lanceolata (quelle inferiori a volte sono più lunghe dei fiori stessi). I fiori sono resupinati, ruotati sottosopra tramite torsione del pedicello (e non dell'ovario come nel genere Cephalanthera). Dimensione delle brattee: larghezza 3 mm; lunghezza 20 – 30 mm.

### Fiore

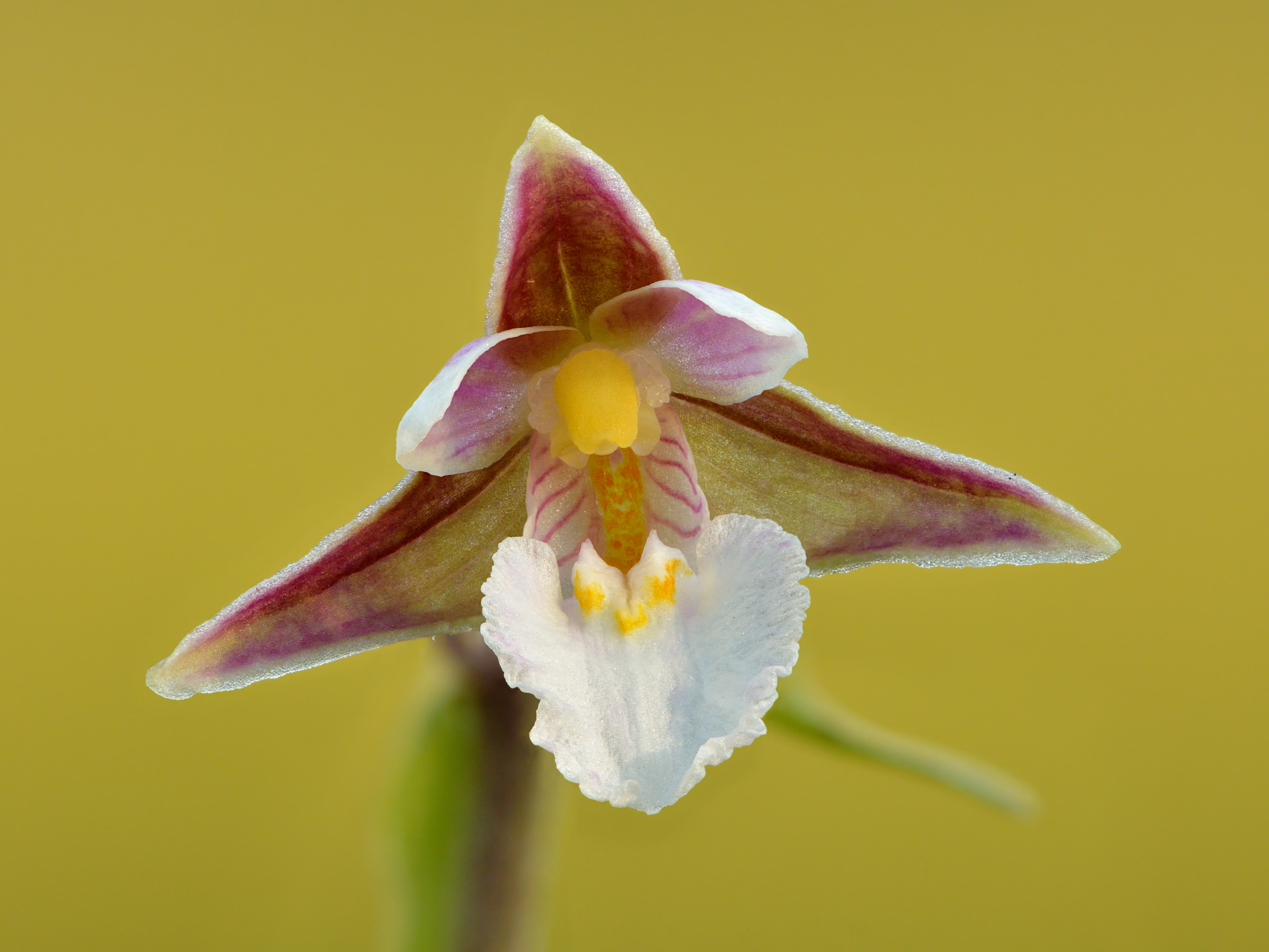
Il fiore

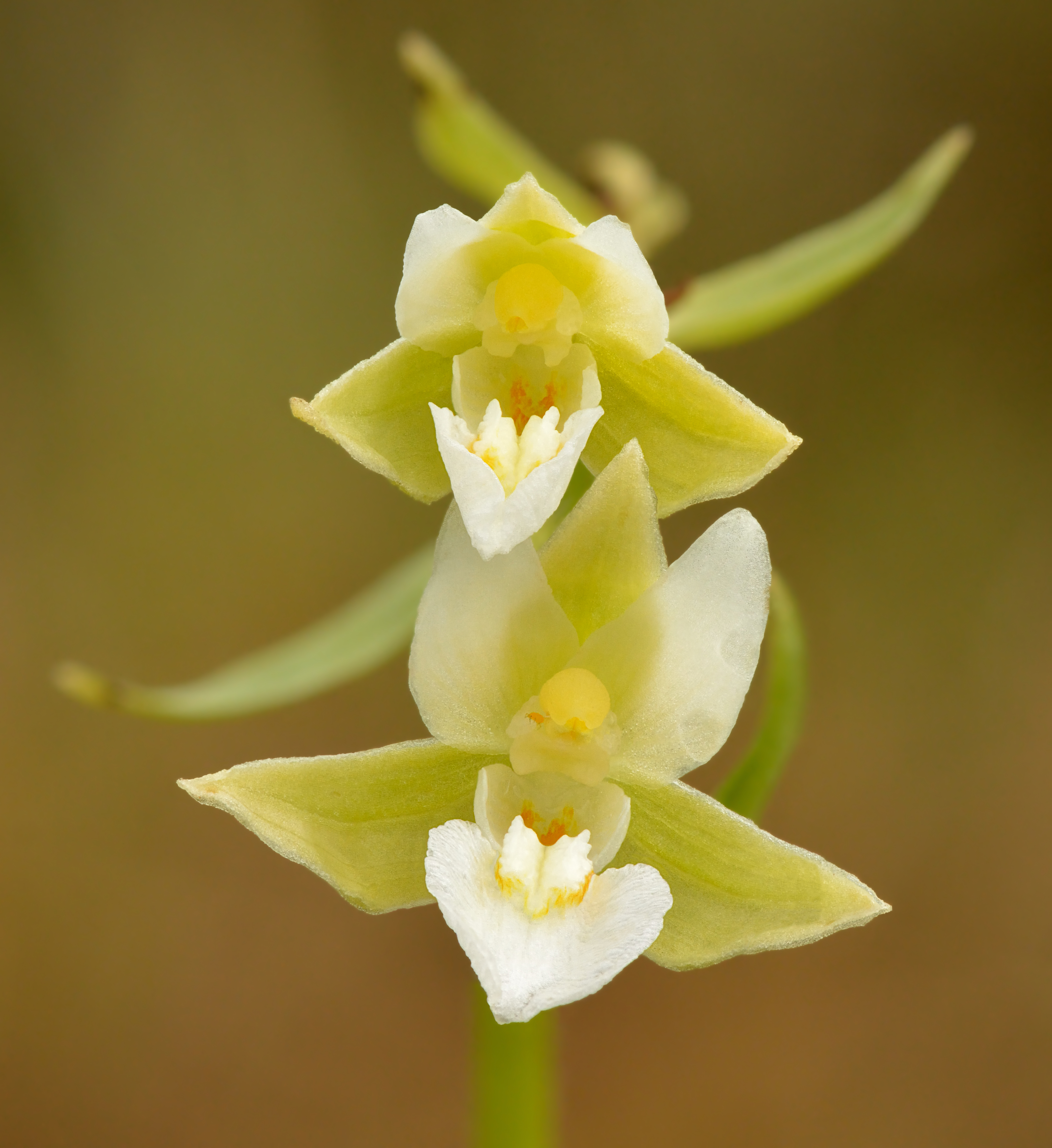
Epipactis palustris var. ochroleuca

I fiori sono ermafroditi ed irregolarmente zigomorfi, pentaciclici (perigonio a 2 verticilli di tepali, 2 verticilli di stami, 1 verticillo dello stilo). I fiori all'esterno sono colorati normalmente di bruno-purpureo, altrimenti possono essere biancastri con sfumature rossastre. Dimensione dei fiori: 12 – 18 mm.
- Formula fiorale: per queste piante viene indicata la seguente formula fiorale:

P 3+3, [A 1, G (3)] (infero)

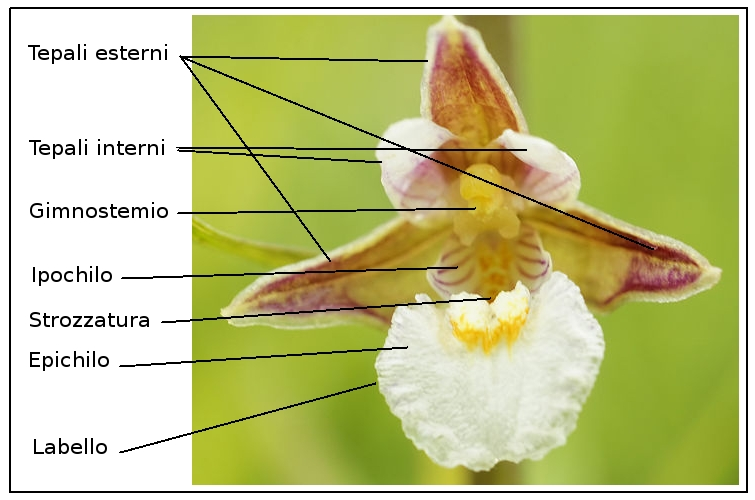
Descrizione del fiore

- Perigonio: il perigonio è composto da 2 verticilli con 3 tepali ciascuno (3 interni e 3 esterni) di forma più o meno lanceolata, liberi e patenti; il primo verticillo (esterno) ha 3 tepali uguali di tipo sepaloide (simili ai sepali del calice del perianzio) con apice acuto e colorati di rossastro all'interno; nel secondo verticillo (interno) il tepalo centrale (chiamato “labello”) è notevolmente più sviluppato degli altri due laterali che si presentano più ottusi e colorati di bianco (raramente sono rosei) con striature rossastre. Lunghezza dei tepali interni: 8 – 10 mm. Lunghezza dei tepali esterni: 10 – 12 mm.
- Labello: il labello è diviso in due sezioni : la porzione posteriore del labello (basale, chiamata ipochilo) è concava e stretta, mentre quella anteriore (apicale, chiamata epichilo) è quasi piana e allargata con due increspature centrali di colore giallo. La colorazione dell'ipochilo è bianco con striature rosse e screziato di giallo posteriormente; mentre l'epichilo e bianco con bordi arricciati (è più simile ai classici petali). Nel mezzo tra l'ipochilo e l'epichilo è presente una notevole strozzatura da rendere libera di oscillare la parte apicale del labello. Il labello è inoltre privo di callosità e non è speronato come in altri generi. Lunghezza del Labello: 10 – 12 mm.

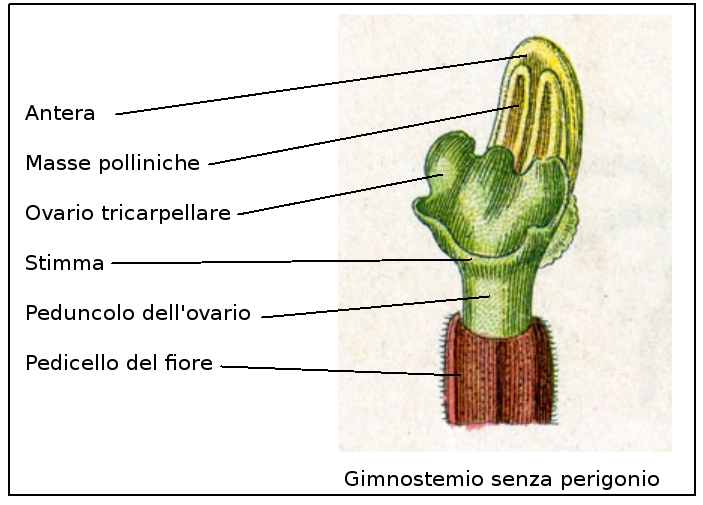
Descrizione del gimnostemio

- Ginostemio:  lo stame con la rispettiva antera biloculare è concresciuto con lo stilo e forma una specie di organo colonnare chiamato ginostemio[6]. L'ovario è infero, peduncolato e fusiforme (2 - 3 volte più lungo che largo) ed è formato da tre carpelli fusi insieme. Il polline è più o meno incoerente ed è conglutinato in due masse cerose polliniche bilobe (una per ogni loculo dell'antera); queste masse sono prive di “caudicole” (filamento di aggancio all'antera).
- Fioritura: da giugno ad agosto.

### Frutti

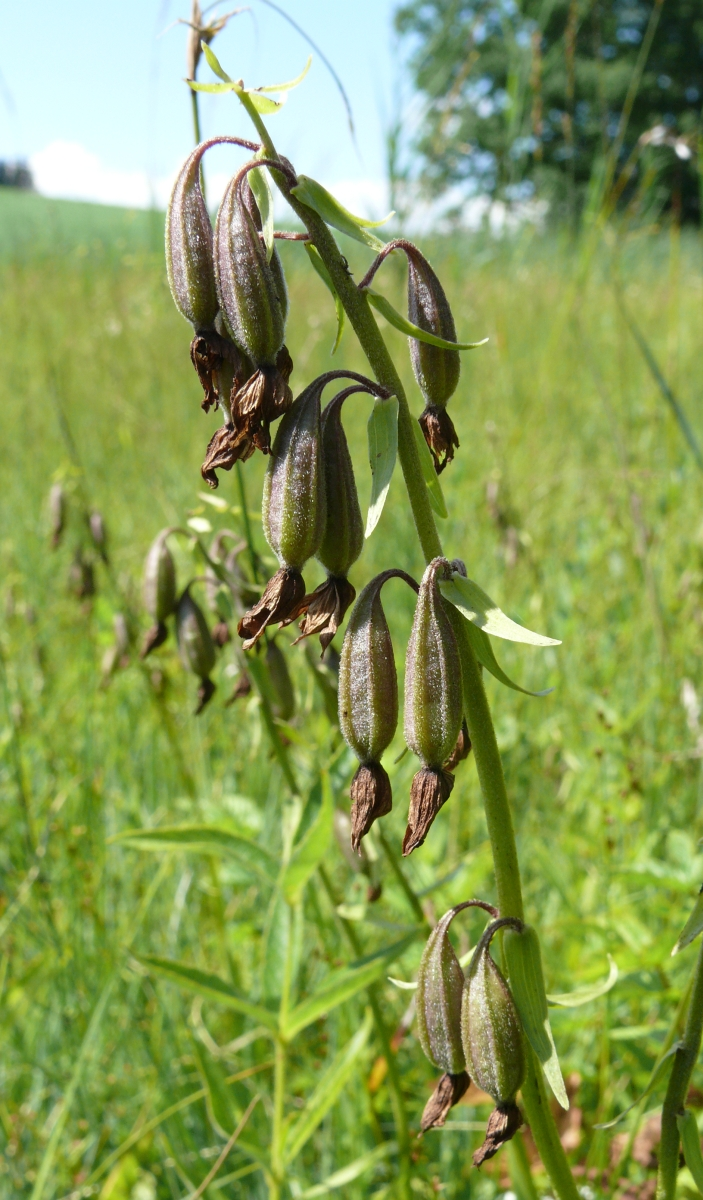
I frutti

Il frutto è una capsula a più coste contenente moltissimi, minuti semi. Anche le capsule, come i fiori, sono orizzontali o pendule.

## Biologia
La riproduzione in queste piante avviene tramite impollinazione: sono piante nettarifere, quindi abbiamo una impollinazione entomofila (vespe, api e ditteri).

## Distribuzione e habitat
- Geoelemento: il tipo corologico (area di origine) è Circumboreale.
- Diffusione: nella nostra penisola le “elleborine” frequentano la fascia montuosa che va dall'ulivo al faggio in quasi tutte le regioni escluse le isole. Al nord sono abbastanza comuni (queste piante sono presenti su tutto l'arco alpino), mentre al centro e al sud sono considerate rare (a parte nel Lazio dove sono state segnalate diverse presenze nelle zone umide, nei boschi e nei pressi del Lago di Bracciano). Fuori dall'Italia, sui rilievi montani europei si trovano sui Pirenei, Massiccio Centrale, Massiccio del Giura, Vosgi, Foresta Nera, Carpazi e Monti Balcani. Fuori dall'Europa sono presenti soprattutto in Asia.
- Habitat: l'habitat tipico di questa specie sono i luoghi boschivi o erbosi ma umidi; ma anche paludi e torbiere basse. Il substrato preferito è calcareo ma anche calcareo-siliceo con terreno a pH basico, bassi valori nutrizionali e mediamente umido.
- Diffusione altitudinale: sui rilievi queste piante si possono trovare fino a 1600 m s.l.m.; frequentano quindi i seguenti piani vegetazionali: collinare e montano.

### Fitosociologia
Dal punto di vista fitosociologico la specie di questa scheda appartiene alla seguente comunità vegetale:
Formazione: comunità delle macro- e megaforbie terrestri
Classe: Molinio-Arrhenatheretea
Ordine: Molinietalia caeruleae

## Tassonomia
Le Orchidaceae sono una delle famiglie più vaste della divisione tassonomica delle Angiosperme; comprende 788 generi e più di 18500 specie. Il genere Epipactis comprende circa 70 specie diffuse in Europa, in Asia e in America, delle quali meno di una decina sono spontanee della nostra flora. Epipactis insieme al genere Cephalanthera appartiene alla tribù delle Neottieae, una delle quattro tribù nelle quali la famiglia delle Orchidacee è stata suddivisa (relativamente alle specie spontanee dell'Italia).

Il Sistema Cronquist assegna la famiglia delle Orchidaceae all'ordine Orchidales mentre la moderna classificazione APG la colloca nel nuovo ordine delle Asparagales. Sempre in base alla classificazione APG sono cambiati anche i livelli superiori (vedi box iniziale).

### Ibridi
Nell'elenco che segue sono indicati alcuni ibridi interspecifici (non tutti i botanici riconoscono questi ibridi):
- Epipactis ×pupplingensis K. Boll. (1968) – Ibrido fra : E. atrorubens e E. palustris
- Epipactis palustris × Himantoglossum hircinu (ibrido intergenerico)

### Sinonimi
La specie di questa scheda ha avuto nel tempo diverse nomenclature. L'elenco che segue indica alcuni tra i sinonimi più frequenti:
- Helleborine palustris (L.) Hill (1756)
- Limodorum palustre (L.) Kuntze (1891)
- Serapias helleborine var. palustris L. (1753) (basionimo)
- Serapias palustris (L.) Mill. (1768)

### Specie simili
In genere tutte le Epipactis sono abbastanza simili nella forma del fiore. Qui ricordiamo alcune specie quali: 
- Epipactis muelleri Godfery – Eleborina di Mueller : i fiori sono in prevalenza verdastri.
- Epipactis microphylla (Ehrh.) Swartz. - Elleborina minore : è una specie con poche e piccole foglie.
- Epipactis atrorubens Besser. - Elleborina violacea : i fiori sono bruno-rosei.

## Usi

### Giardinaggio
L'unico uso che si fa di queste piante è quello nel giardinaggio rustico e roccioso. Sono piante che hanno bisogno di quote non molto alte, ricche di humus su un sottosuolo calcareo in zone vicine a stagni o acque paludose.

## Conservazione
Come tutte le orchidee è una specie protetta e quindi ne è vietata la raccolta e il commercio ai sensi della Convenzione sul commercio internazionale delle specie minacciate di estinzione (CITES).